# Roverè della Luna
Roverè della Luna – miejscowość i gmina we Włoszech, w regionie Trydent-Górna Adyga, w prowincji Trydent.
Według danych na rok 2004 gminę zamieszkiwały 1472 osoby, 147,2 os./km².